# Semijulistus callosus
Semijulistus callosus är en skalbaggsart som först beskrevs av Semyon Martynovich Solsky 1868.  Semijulistus callosus ingår i släktet Semijulistus, och familjen borstbaggar. Arten har ej påträffats i Sverige.